# Buergersiochloa
Buergersiochloa  Pilg. é um género botânico pertencente à família Poaceae, subfamília Bambusoideae, tribo Olyreae.
Suas espécies ocorrem nas regiões tropicais da Ásia.

## Espécies
- Buergersiochloa bambusoides Pilg.
- Buergersiochloa macrophylla S.T. Blake